# Хоров, Евгений Михайлович
Евге́ний Миха́йлович Хо́ров (род. 18 марта 1986 г.) — российский ученый, доктор технических наук (2022), руководитель лаборатории беспроводных сетей Института проблем передачи информации имени А. А. Харкевича РАН. Специалист по беспроводным сетям передачи данных (множественный доступ в сетях Wi-Fi, распределение радиоресурсов в 5G, маршрутизация в меш-сетях, математическое моделирование беспроводных сетей, беспроводные сети для Интернета вещей). Член рабочей группы по разработке стандартов IEEE 802.11. IEEE Senior Member.
Автор более 200 научных работ. Под его руководством создан первый в мире прототип устройств Wi-Fi, поддерживающих неортогональный доступ, исследованы границы применимости и предложены улучшения для технологий LoRaWAN и Wi-Fi HaLow. Предложил ряд новых методов, ставших частью стандарта технологии Wi-Fi 6 (IEEE 802.11ax).

## Биография
Выпускник факультета радиотехники и кибернетики МФТИ (2010, диплом с отличием).
Кандидат технических наук: 2012, ИППИ РАН, диссертация «Анализ эффективности механизмов доставки потоковых данных с заданными требованиями к качеству обслуживания в самоорганизующихся беспроводных сетях».
Доктор технических наук: 2022, МФТИ, диссертация «Разработка и исследование методов множественного доступа сетей Wi-Fi в сценариях IMT-2020».
С 2009 года работает в разных должностях в Институте проблем передачи информации имени А. А. Харкевича РАН. С декабря 2017 г. — руководитель лаборатории беспроводных сетей, созданной в рамках Мегагранта Правительства России.
Заместитель заведующего межфакультетской кафедрой проблем передачи информации и анализа данных МФТИ.
Заведующий научно-учебной лабораторией НИУ ВШЭ, член Ученого совета НИУ ВШЭ.
Главный редактор журнала «Проблемы передачи информации», редактор Elsevier Ad hoc Networks, Председатель Программного комитета IEEE BlackSeaCom 2019, член программного комитета конференции международной конференции «NewNets2019», Moscow Wireless Week 2018, IEEE Globecom 2018 Workshop on Cloudified Architectures for 5G and beyond Systems и др.
Выступает с приглашенными докладами и лекциями, участвует в круглых столах о будущих технологиях Wi-Fi и 5G на крупнейших научных конференциях: IEEE PIMRC 2019 (Турция), New2an 2018 (Россия), IEEE PIMRC 2017 (Канада), IEEE ICC 2016 (Сингапур), IEEE ISWCS 2014 (Испания).

## Награды
2012 — IEEE ISWCS Best Paper Award
2013 — Лауреат Премии Правительства Москвы молодым ученым.
2016 — Лауреат Премия Правительства Российской Федерации в области науки и техники (для молодых ученых) — за исследование и разработку протоколов для перспективных беспроводных сетей.
2018 — Elsevier Computer Communications — Best Cited Review Paper Award.
2018 — Elsevier Scopus Award Russia — как самый высокоцитируемый в России молодой ученый.
2019 — IEEE PIMRC Best Paper Award — за исследование возможностей поддержки большого числа приложений реального времени в сети Wi-Fi 7.

## Основные работы
- E. Khorov, A. Kiryanov, A. Lyakhov, E. Khorov. A Tutorial on IEEE 802.11ax High Efficiency WLANs. IEEE Communications Surveys & Tutorials, Vol. 21, Issue 1, Firstquarter 2019
- D. Bankov, E. Khorov, A. Lyakhov. LoRaWAN Modeling and MCS Allocation to Satisfy Heterogeneous QoS Requirements. Sensors 2019. Vol. 19. No. 19. P. 1-23
- Evgeny Avdotin, Dmitry Bankov, Evgeny Khorov, Andrey Lyakhov. Enabling Massive Real-Time Applications in IEEE 802.11be Networks //In Proc. of IEEE International Symposium on Personal, Indoor and Mobile Radio Communications (IEEE PIMRC’19), Istambul, Turkey, 2019
- E. Khorov, A. Krotov, A. Lyakhov, R. Yusupov, M. Condoluci, M. Dohler, I. F. Akyildiz. Enabling the Internet of Things With Wi-Fi Halow—Performance Evaluation of the Restricted Access Window. IEEE Access, Vol. 7, pp. 127402–127415, 2019.
- D. Bankov, E. Khorov, A. Lyakhov, and M. Sandal. Enabling Real-Time Applications in Wi-Fi Networks. International Journal of Distributed Sensor Networks 2019, Vol. 15(5)
- Dmitry Bankov, Evgeny Khorov, Andrey Lyakhov. Mathematical Model of LoRaWAN Channel Access with Capture Effect //In Proc. of IEEE International Symposium on Personal, Indoor and Mobile Radio Communications (IEEE PIMRC’17), Montreal, Canada, 2017
- Evgeny Khorov, Andrey Lyakhov, Alexander Krotov, Andrey Guschin. A survey on IEEE 802.11ah: an Enabling Networking Technology for Smart Cities. //Computer Communications, Volume 58, March 2015, pp. 53–69, 2015.